# Dominik Sieklucki
Dominik Sieklucki (ur. 1976) – polski politolog, doktor habilitowany nauk społecznych, profesor uczelni Uniwersytetu Jagiellońskiego. Wykładowca w Instytucie Nauk Politycznych i Stosunków Międzynarodowych UJ.

## Kariera naukowa
W 2000 r. ukończył na UJ studia magisterskie w zakresie politologii. 9 listopada 2004 r. uzyskał na Wydziale Studiów Międzynarodowych i Politycznych UJ stopień doktora nauk humanistycznych w dyscyplinie nauk o polityce na podstawie pracy Konsekwencje ewolucji polskiego systemu partyjnego dla partii centrolewicowych. Miejsce i rola SLD, PSL i UP w polskim systemie partyjnym po 1993 roku, której promotorem był Marek Bankowicz. 17 maja 2016 na tym samym wydziale i w tej samej dyscyplinie uzyskał stopień doktora habilitowanego na podstawie dorobku naukowego i rozprawy Dynamika systemu wyborczego III Rzeczypospolitej na tle historycznym.
W macierzystym instytucie jest członkiem zespołu Katedry Współczesnych Systemów Politycznych i Partyjnych.